# Хард-транс
Хард-транс (англ. hard trance) — жанр транс-музыки, зародившийся в Западной Европе (Бельгия, Германия и Нидерланды) в начале 1990-х годов, когда сообщество создателей брейкбит-хардкора начало трансформироваться в новые и различные стили электронной музыки под влиянием хард-хауса, нью-бита, хэппи-хардкора и джангла. Популярность хард-транса достигла пика в конце 1990-х годов и с тех пор угасла в связи с появлением более молодых форм транса.
Композиция, на которую все старались равняться, ставшая первопроходцем в этом жанре, была написана коллективом Jones & Stephenson и называлась «The First Rebirth». Именно хард-транс станет впоследствии той электронной музыкой, которая будет собирать стадионы людей (Innercity, Mysteryland, Rosenmontagsrave и т. д.). В нынешнее время стиль хард-транс поддерживается фанатами из Японии, Великобритании и нескольких других стран Европы.

## Характеристики
Характеризуется более тяжёлой «бочкой», ускоренным ритмом (140—160 bpm) и в большинстве случаев использованием синтезатора Roland TB-303. Развивался параллельно с евро- и прогрессив-трансом. По звучанию очень близок к хардкор-техно, Звук хард-транс появился во времена хардкор-техно, которое, в свою очередь, было разработано в бельгийском индустриальном стиле нью-бит. Треки хард-транса можно отличить от классического транса звучанием и более выраженными переходами мелодий, высокими по тембру и жёсткими звуками, отдалённо напоминающими Acid trance. Главным в этом стиле считается ритм, а мелодия отходит на второй план. Она может быть довольно примитивной, но в ней присутствуют все элементы, которые относятся только к трансовой музыке. Основной приметой является специфический звук «hoover» (пылесос), введённый в обиход группой музыкантов Human Resource.